# Burorina
Burorina ist der Name einer Göttin die einzig überliefert ist in einer Inschrift eines Weihesteins aus Domburg von der niederländischen Insel Walcheren aus dem 2. bis 3. Jahrhundert.

„deae Burorine quod votum fecit laetus pro et suis“

Gutenbrunner sieht mit Helm (siehe auch Simek) eher dem Namen nach eine mögliche keltische Namensgebung und Herkunft und vergleicht mit dem Beinamen Medurinis des keltischen Gottes Toutates der Inschrift CIL 6, 31182. Funktion und Bedeutung der Göttin ist unbekannt.